# Волстедов акт
Национални закон о прохибицији (енгл. The National Prohibition Act), познат под незваничним именом Волстедов закон (енгл. Volstead Act), је био усвојен да би се спровео 18. амандман (ратификован јануара 1919), који је увео прохибицију у САД. Вејн Вилер из Антисалунске лиге је осмислио и скицирао закон, који је добио име по Ендруу Волстеду, председавајућег Дома правосудног одбора, који је водио усвајање закона.